# Gablenz (Chemnitz)
Gablenz, Chemnitz-Gablenz – dzielnica miasta Chemnitz w Niemczech, w kraju związkowym Saksonia. 